# Чарлз II
Чарлз II (на английски: Charles II; * 1630; † 1685) е крал на Англия и Ирландия от династията Стюарт от Реставрацията (1660) до смъртта си през 1685 г. и крал на Шотландия от 1649 до 1651 г. и от Реставрацията до смъртта си.

## Произход и ранни години
Той е втори син на Чарлз I и Хенриета-Мария Бурбон-Френска, роден на 29 май 1630 г. Прекарва младежките си години във времето на Гражданската война, а след екзекуцията на баща си през 1649 г., бяга във Франция. След това отива в Холандия, а през 1651 г. заминава за Шотландия, където е прокламиран кралският му сан.
Водената от Чарлз II войска от 10 000 души е разбита на 3 септември 1651 г. в битката при Устър от армията на Оливър Кромуел, която завладява Шотландия. Той се спасява и следващите седмици планира бягството си във Франция. Осем години Чарлз обикаля Европа преди да бъде поканен да се върнe в Англия от нацията. Бил е толкова романтичен и популярен сред народа, че е бил поканен от парламента да се възкачи на престола при политическата криза след смъртта на Оливър Кромуел, продължила почти 2 години.

## Крал на Англия, Ирландия и Шотландия (1660 – 1685)

### Коронация
Чарлз пристига в Лондон, за да бъде коронясан на 29 май 1660 г., навръх 30-ия си рожден ден. Той е извънредно толерантен към тези, които осъждат баща му на смърт – само 9 от заговорниците са екзекутирани. Той е и същевременно силно толерантен по отношение на религията – не само заради политическа мъдрост, но и поради морални съображения.
Кралската власт и привилегии са силно ограничени от Парламента. Чарлз финансира администрацията си, чрез митнически данъци и пенсията, която е получавал от Луи XIV (първи братовчед на Чарлз). Кралският прерогатив – душата на Тюдоровата монархия почти изчезва. В този период от историята на Англия се оформят политическите течения в Парламента, които ще са основа по-късно на двете големи политически партии в Англия. Благородниците развиват Консервативната партия, с намерение да запазят властта на краля над Парламента. От друга страна търговците – протестанти и техните поддръжници от времето на Гражданската война създават парията на Вигите, която да се бори за разширяване на външната търговия и първенство на Парламента на политическата сцена.

### Брак с Катерина де Браганса
Чарлз II се жени за португалската инфанта Катерина де Браганса на 21 май 1662 г. Според предбрачния договор Англия получава като зестра от Португалия пристанищните градове Танжер и Бомбай, които по-късно стават опорни пунктове за британската колонизация на Северна Африка и Индия. Бракът на английския крал с португалската инфанта не е посрещнат добре от английската общественост поради католическата вяра на младоженката, която дори не е коронясана като кралица.

### Управление
Първото десетилетие от царуването на Чарлз е съпроводено от много проблеми. Поражението от Холандия в третата морска война за контрол върху външната търговия коства на Чарлз подкрепата на населението. Чумата и големият пожар в Лондон през 1666 г. превръщат английската столица в руини. През 1667 г. холандски кораби прекосяват Мейдуей, потапят 5 линейни кораба и отвличат кралския кораб. Кралят и съветът му са осмяни, защото нямат достатъчен интерес към държавното управление.
През 1668 г. Чарлз влиза в съюз със своя доскорошен враг – холандците и с шведите срещу съюзника си Луи ХІV, защото Франция напада испанската монархия и заплашва да завземе нейни ключови територии. Този Троен съюз принуждава Луи да прекрати войната, но създава предпоставки за нова, още по-голяма война, този път срещу холандците.
През 1670 г. френската дипломация привлича на своя страна както Чарлз (договора от Дувър), така и Швеция. Френската поддръжка се дължи на обещанието на Чарлз, че в удобно време ще възстанови католицизма. Това време никога не идва за Чарлз и той никога не връща Англия под контрола на Рим. Вигите използват католицизма за да подронят авторитета на краля. Те разпалват нова антикатолическа вълна в Англия. Вигите повдигат тази параноя за да отстранят от правото да наследи короната братът на Чарлз – католикът Джеймс. Тайтъс Оутс, англикански свещеник, се обявява за антикатолически пожари и обвинява кралицата и приближените ѝ, че искат да убият Чарлз. Десет души стават жертва на фалшиви доказателства, манипулацията на Оутс успява, жертвите са екзекутирани, а в страната се надига мощна антикатолическа вълна. Доминиращите в Парламента виги се опитват да изключат от заемането на всякакви публични длъжности католиците. Последните години от царуването на Чарлз са заети с осигуряването на трона на брат му Джеймс и засилването на Консервативната партия.
По времето на Чарлз е запълнена 11-годишната празнина на кралско безвластие, съществуваща при управлението на републиканците начело с Оливър Кромуел между царуването на баща му и неговото царуване. Чарлз е бил интелигентен и е покровителствал развитието на науката. Еблематична е картината 1675 г., на която е изобразено как неговият придворен градинар му подарява първия ананас, отгледан в Англия – символ на кралската власт. 
Чарлз умира на 6 февруари 1685 г. след усложнения от удар. Той няма законни деца. Най-голямото му извънбрачно дете – Джеймс Скот, херцог Монмът, прави опит след смъртта му да стане крал на Англия и е екзекутиран по заповед на чичо си Джеймс II, брат на Чарлз.